# Jaborosa
Genre
Jaborosa est un genre de plantes de la famille des Solanaceae.

## Liste d'espèces
Selon NCBI (25 mars 2012) :
- Jaborosa integrifolia
- Jaborosa sativa
- Jaborosa squarrosa

Selon ITIS (25 mars 2012) :
- Jaborosa integrifolia Lam.

Selon Catalogue of Life (25 mars 2012) :
- Jaborosa integrifolia
- Jaborosa intergrifolia